# Arctella lapponica
Arctella lapponica là một loài nhện trong họ Dictynidae.
Loài này thuộc chi Arctella. Arctella lapponica được Herman Theodor Holm miêu tả năm 1945.